# 燕悼公
燕悼公（？—前529年），中國春秋時期的燕國君主，名不詳，继燕惠公繼任燕國君主。在位六年卒，燕共公立。從燕悼公到燕後桓公，親子關係皆不詳。
| 前任： 燕惠公 | 燕國君主 前535年—前529年 | 繼任： 燕共公 |